# 華盛頓縣 (羅德島州)
華盛頓縣（英語：Washington County），俗名南方县（South County），是美国羅德島州西南部的一個郡，西鄰康乃狄克州，南隔海與纽约州相望，面積1,458平方公里。根據2020年美國人口普查，本縣共有人口12萬9,839人。縣治南京斯頓（該州各縣皆無縣政府建制）。布洛克島屬此郡管轄。

## 歷史
華盛頓縣成立於1729年，原稱国王县。華盛頓縣的領土自從1650年代起，便成為一塊爭議領土。英國的麻薩諸塞灣殖民地、康涅狄格殖民地以及羅德島殖民地均宣稱對華盛頓縣擁有主權。在1664年，一个由查理二世領導的皇家委员会對這個領土爭議問題作出裁决。该委员会拒絕了马萨诸塞湾殖民地的領土要求，康涅狄格的領土要求亦於1726年終止。因此，罗得岛州最後獲得了華盛頓縣。1781年，華盛頓縣 改為現名，是為了紀念首任總統乔治·华盛顿。

## 地理

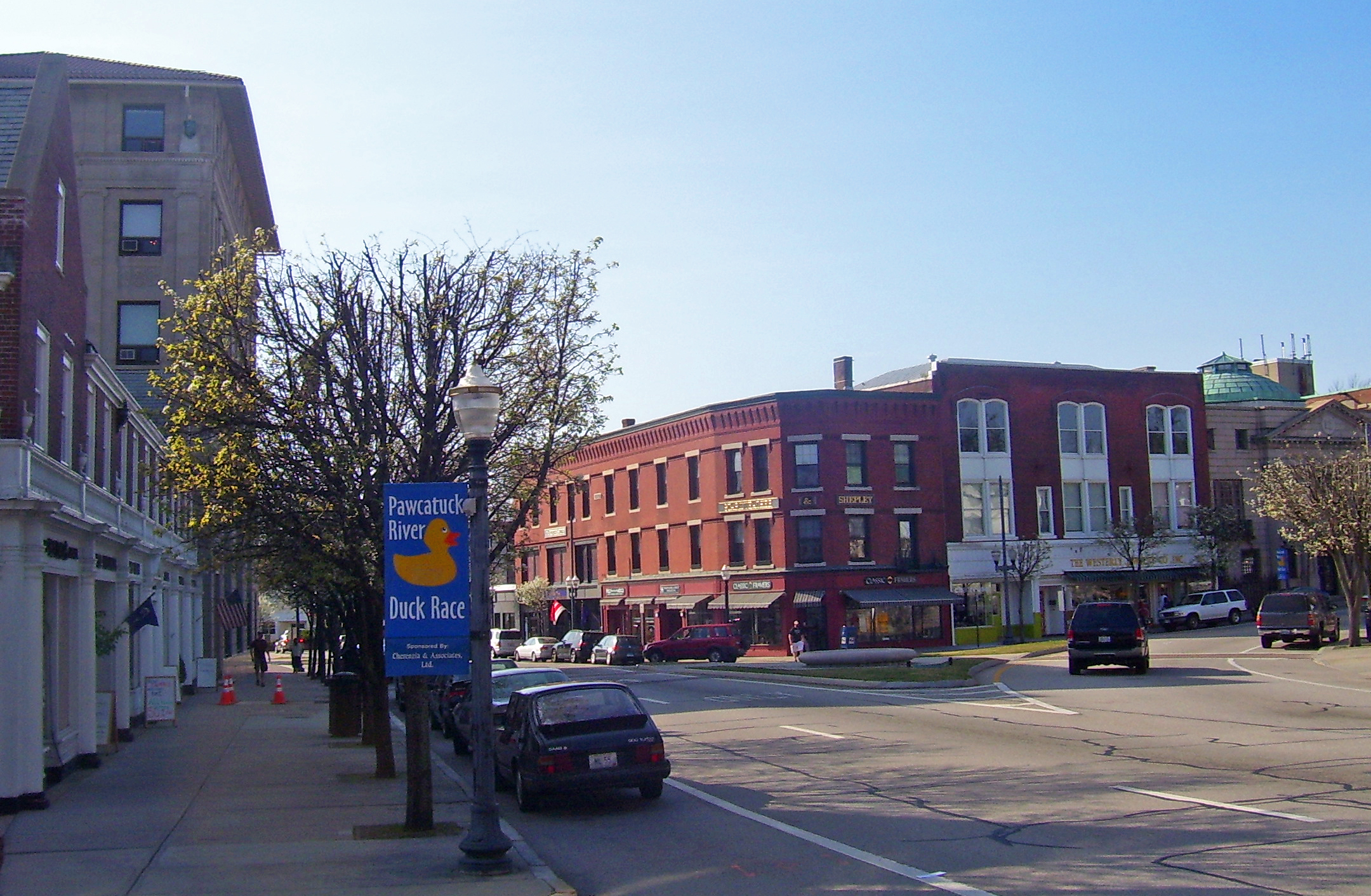
历史悠久的韋克菲爾德市中心

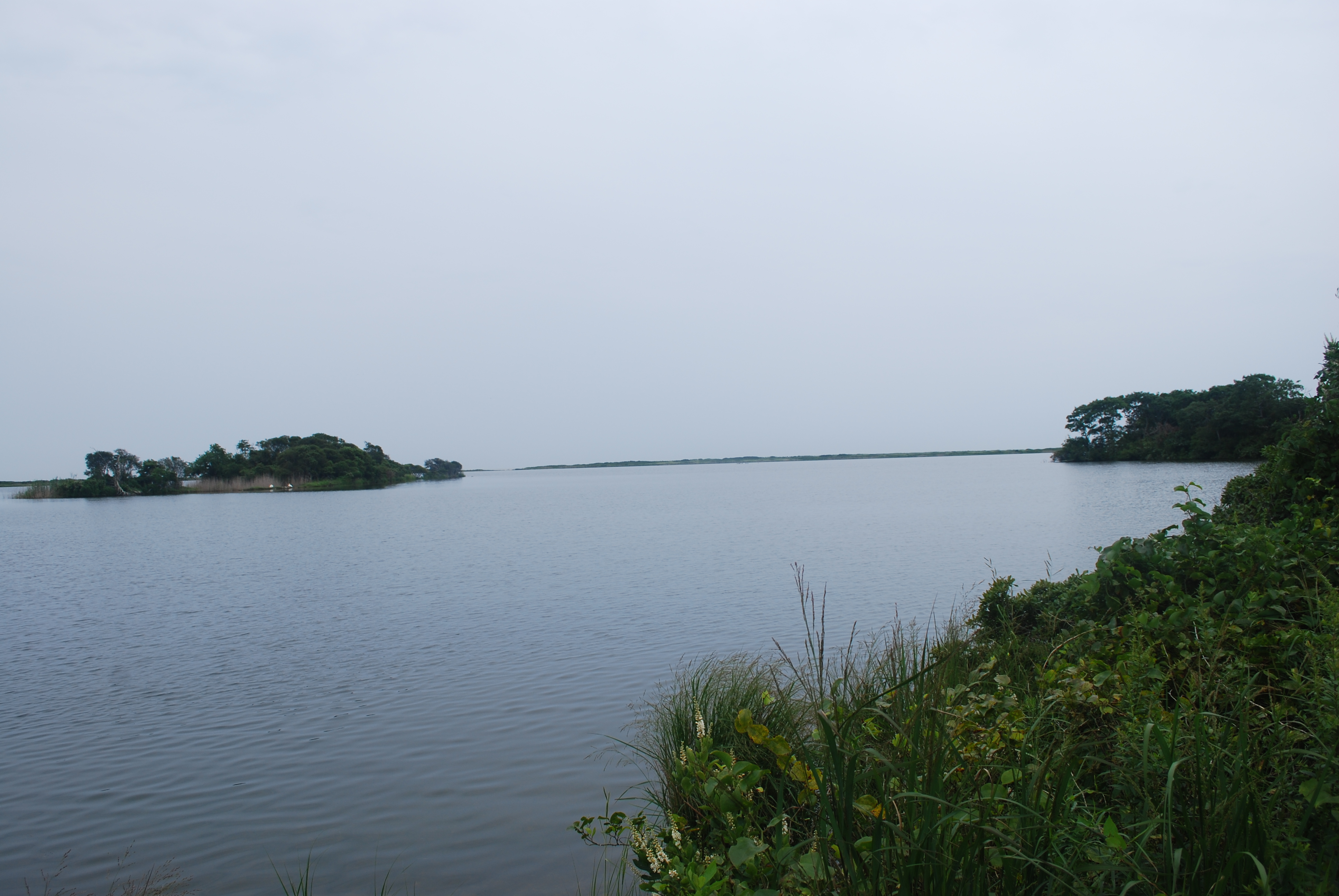
查斯頓池塘

華盛頓縣是罗得岛州中面積最大的一個縣。根據2000年人口普查，華盛頓縣總面積為563平方英里（1,460平方），其中有333平方英里（860平方），即59.13%為陸地；230平方英里（600平方），即40.87%為水域。
華盛頓縣的地勢由沿海的平源一直提升至內陸的山丘地帶。華盛頓縣的最高點為埃克塞特附近的黑色平原，海拔560英尺（171米），而最低點則為海平面。

### 国家保护区
- 布羅克島國家野生動物保護區（英语：Block Island National Wildlife Refuge）
- 約翰·H·查菲國家野生動物保護區（英语：John H. Chafee National Wildlife Refuge）
- 妮妮加德國家野生動物保護區（英语：Ninigret National Wildlife Refuge）
- 查斯頓池塘國家野生動物保護區（英语：Trustom Pond）

## 人口
| 调查年            | 人口    | 备注 | %±     |
| ----------------- | ------- | ---- | ------ |
| 1790              | 18,323  |      | —      |
| 1800              | 16,135  |      | −11.9% |
| 1810              | 14,962  |      | −7.3%  |
| 1820              | 15,687  |      | 4.8%   |
| 1830              | 15,411  |      | −1.8%  |
| 1840              | 14,324  |      | −7.1%  |
| 1850              | 16,430  |      | 14.7%  |
| 1860              | 18,715  |      | 13.9%  |
| 1870              | 20,097  |      | 7.4%   |
| 1880              | 22,495  |      | 11.9%  |
| 1890              | 23,649  |      | 5.1%   |
| 1900              | 24,154  |      | 2.1%   |
| 1910              | 24,942  |      | 3.3%   |
| 1920              | 24,932  |      | 0.0%   |
| 1930              | 29,334  |      | 17.7%  |
| 1940              | 32,493  |      | 10.8%  |
| 1950              | 48,542  |      | 49.4%  |
| 1960              | 59,054  |      | 21.7%  |
| 1970              | 83,586  |      | 41.5%  |
| 1980              | 93,317  |      | 11.6%  |
| 1990              | 110,006 |      | 17.9%  |
| 2000              | 123,546 |      | 12.3%  |
| 2010              | 126,979 |      | 2.8%   |
| [ 4 ] [ 5 ] [ 6 ] |         |      |        |

根據2000年人口普查，華盛頓縣擁有123,546居民、46,907住戶和32,037家庭。。其人口密度為每平方英里371居民（每平方公里143居民）。華盛頓縣擁有56,816間房屋单位，其密度為每平方英里171間（每平方公里66間）。華盛頓縣的人口是由94.82%白人、0.92%黑人、0.93%原住民、1.50%亞裔、0.02%太平洋岛民、0.46%其他種族和1.35%混血构成。而西班牙裔或拉丁美洲人僅佔人口1.44%。在白人當中，有9.2%為意大利人、18.5%為愛爾蘭人、14.7%為英國人、6.7%為法國人以及5.8%為德國人。於123,546居民當中，有92.8%母語為英语、1.8%為西班牙语以及1.6%為意大利语。
在46,907住户中，有31.80%擁有一個或以上的兒童（18歲以下）、55.50%為夫妻、9.40%為單親家庭、而有31.70%為非家庭。其中24.10%住户為獨居，9.20%為同居長者。平均每戶有2.52人，而平均每個家庭則有3.01人。在123,546居民中，有23.40%為18歲以下、11.20%為18至24歲、28.30%為25至44歲、24.40%為45至64歲以及12.80%為65歲以上。人口的年齡中位數為37歲，每100個女性就有94.20個男性。而每100個成年女性（18歲以上）則有91.30個成年男性。
華盛頓縣的住戶收入中位數為$53,103，而家庭收入中位數則為$64,112。男性的收入中位數為$43,956，而女性的收入中位數則為$30,659。華盛頓縣的人均收入為$25,530。約4.20%家庭和7.30%人口在貧窮線以下。